# 1986년 텔레비전 애니메이션 목록
다음은 1986년에 방송된 텔레비전 애니메이션이다.

## 일본
| 제목                                  | 화수 | 방송 기간 | 채널     | 비고 |
| ------------------------------------- | ---- | --------- | -------- | ---- |
| 사랑스러운 소녀 포리안나 이야기       |      | 1986년    | 후지TV   |      |
| 로보탄                                |      | 1986년    | 후지TV   |      |
| 우주선 사지타리우스                   |      | 1986년    | 아사히TV |      |
| 메이플타운 이야기                     |      | 1986년    | 아사히TV |      |
| 드래곤볼                              |      | 1986년    | 후지TV   |      |
| 기동전사 건담ZZ                       |      | 1986년    | 나고야TV |      |
| 마법의 아이돌 파스텔유미              |      | 1986년    | 니혼TV   |      |
| 메존일각                              |      | 1986년    | 후지TV   |      |
| Mr. 펜펜                              |      | 1986년    | 아사히TV |      |
| 세계명작 아니메동화                   |      | 1986년    | 도쿄TV   |      |
| 만화 그렇구나 이야기                  |      | 1986년    | TBS      |      |
| 은아 유성실버                         |      | 1986년    | 아사히TV |      |
| 강Q초아 잇키맨                        |      | 1986년    | 니혼TV   |      |
| 울트라맨키즈의 속담이야기             |      | 1986년    | TBS      |      |
| 원더비드S                             |      | 1986년    | TBS      |      |
| 청춘 아니메 전집                      |      | 1986년    | 니혼TV   |      |
| 빛의 전설                             |      | 1986년    | 아사히TV |      |
| 산호초전설 푸른 바다의 엘피           |      | 1986년    | 아사히TV |      |
| 머신로보 크로노스의 대역습            |      | 1986년    | 도쿄TV   |      |
| 지상최강의 액스키퍼팀 G.I. 조         |      | 1986년    | 아사히TV |      |
| 삼국지II 하늘을 날아오르는 영웅들     |      | 1986년    | 니혼TV   |      |
| 은하탐사 2100년 보더플래닛            |      | 1986년    | 니혼TV   |      |
| Bug란 하니                            |      | 1986년    | 니혼TV   |      |
| 하트칵테일                            |      | 1986년    | 니혼TV   |      |
| 안미츠 공주                           |      | 1986년    | 후지TV   |      |
| Oh! 패밀리                            |      | 1986년    | 도쿄TV   |      |
| 오즈의 마법사                         |      | 1986년    | 도쿄TV   |      |
| 보스코 어드벤처                       |      | 1986년    | 니혼TV   |      |
| 성투사성시                            |      | 1986년    | 아사히TV |      |
| 도테라맨                              |      | 1986년    | 니혼TV   |      |
| 힘내라! 키커즈                        |      | 1986년    | 니혼TV   |      |
| 도리모그다!!                          |      | 1986년    | 니혼TV   |      |
| 싸워라!! 초로봇생명체 트랜스포머 2010 |      | 1986년    | 니혼TV   |      |
| 분나야 나무에서 내려와                |      | 1986년    | NHK      |      |
| Mr. 펜펜 II                           |      | 1986년    | 도쿄TV   |      |

## 참고 문헌
- 야마구치 야스오 (2005). 《일본 애니메이션 역사》. 미술문화. 233-234쪽.